# Мідлотіан (Меріленд)
Мідлотіан (англ. Midlothian) — переписна місцевість (CDP) в США, в окрузі Аллегені штату Меріленд. Населення — 352 особи (2020).

## Географія
Мідлотіан розташований за координатами 39°37′54″ пн. ш. 78°57′8″ зх. д. / 39.63167° пн. ш. 78.95222° зх. д. (39.631652, -78.952339).  За даними Бюро перепису населення США в 2010 році переписна місцевість мала площу 1,61 км², уся площа — суходіл.

## Демографія
Згідно з переписом 2010 року, у переписній місцевості мешкало 320 осіб у 134 домогосподарствах у складі 105 родин. Густота населення становила 199 осіб/км².  Було 144 помешкання (90/км²).
Расовий склад населення:
| - 99,4 % — білих - 0,3 % — азіатів |

До двох чи більше рас належало 0,3 %. Частка іспаномовних становила 0,9 % від усіх жителів.
За віковим діапазоном населення розподілялося таким чином: 17,8 % — особи молодші 18 років, 60,3 % — особи у віці 18—64 років, 21,9 % — особи у віці 65 років та старші. Медіана віку мешканця становила 47,8 року. На 100 осіб жіночої статі у переписній місцевості припадало 96,3 чоловіків;  на 100 жінок у віці від 18 років та старших — 92,0 чоловіків також старших 18 років.
Середній дохід на одне домашнє господарство  становив 49 279 доларів США (медіана — 47 500), а середній дохід на одну сім'ю — 55 763 долари (медіана — 40 000). 
Цивільне працевлаштоване населення становило 170 осіб. Основні галузі зайнятості: оптова торгівля — 20,0 %, публічна адміністрація — 15,9 %, будівництво — 15,3 %.